# Acalypha cristata
Acalypha cristata é uma espécie de flor do gênero Acalypha, pertencente à família Euphorbiaceae.